# Oudjana
Ouadjana (em árabe: وجانة) é uma cidade e comuna localizada na província de Jijel, Argélia. Segundo o censo de 2008, a população total da cidade era de 9 580 habitantes.